# Özcan Deniz
Özcan Deniz (Ankara, 19 maggio 1972) è un cantante, attore e regista turco.

## Biografia
Nato ad Ankara all'interno di una famiglia di origini curde, cresce nella città di Aydın. Durante la propria adolescenza scopre la passione per il teatro recitando in diversi spettacoli scolastici.
Nel 1988 si trasferisce a Istanbul e nel 1998 in Germania per intraprendere la carriera di cantante. Dopo essere stato scoperto da un gruppo di produttori di Monaco di Baviera, pubblica il suo album d'esordio, Ağlattın Beni, nel 1992.

### Vita privata
Tra il 2008 e il 2010 ha avuto una relazione con l'attrice Fahriye Evcen.
Nel 2017 ha sposato Feyza Aktan, con la quale ha avuto un figlio di nome Kuzey. Nel 2019 la coppia ha annunciato la propria separazione.

## Discografia

### Album in studio
- 1992 – Yine Ağlattın Beni
- 1993 – Hadi Hadi Meleğim
- 1994 – Beyaz Kelebeğim
- 1997 – Yalan Mı?
- 1998 – Çoban Yıldızı
- 2000 – Aslan Gibi
- 2002 – Leyla
- 2004 – Ses ve Ayrılık
- 2007 – Hediye
- 2009 – Sevdazede
- 2012 – Bi Düşün

## Filmografia

### Cinema
- Yer Çekimli Aşklar, regia di Memduh Ün (1995)
- Kolay Para, regia di Hakan Haksun ed Ercan Durmus e (2002)
- O Şimdi Asker, regia di Mustafa Altıoklar (2003)
- Asmalı Konak: Hayat, regia di Abdullah Oğuz e Çağan Irmak (2003)
- Neredesin Firuze?, regia di Ezel Akay (2004)
- Keloğlan Kara Prens'e Karşı, regia di Tayfun Güneyer (2006)
- Ya Sonra?, regia di Özcan Deniz (2011)
- Araf, regia di Yesim Ustaoglu (2012)
- Evim Sensin, regia di Özcan Deniz (2012)
- Su ve Ateş, regia di Özcan Deniz (2013)
- Her Şey Aşktan, regia di Andaç Haznedaroğlu (2016)
- Una seconda occasione (İkinci Şans), regia di Özcan Deniz (2016)
- Öteki Taraf, regia di Özcan Deniz (2017)

### Televisione
- Yalan – serie TV (1997)
- Aşkın Dağlarda Gezer – serie TV (1999)
- Asmalı Konak – serie TV (2002-2003)
- Haziran Gecesi – serie TV (2004-2006)
- Kader – serie TV (2007)
- Aşk Yakar – serie TV (2008)
- Samanyolu – serie TV (2010)
- Bir Zamanlar Osmanlı: Kıyam – serie TV (2012)
- Karagül – serie TV (2013-2014)
- Kaderimin Yazıldığı Gün – serie TV (2014-2015)
- İstanbullu Gelin – serie TV (2017-2019)
- Seni Cok Bekledim – serie TV (2021)